# روبرت دبليو. وايت
روبرت دبليو. وايت (بالإنجليزية: Robert W. White)‏ هو عالم نفس أمريكي، ولد في 1904، وتوفي في 2001.